# Cal Masgoret (les Borges Blanques)
Cal Masgoret és un edifici de les Borges Blanques (Garrigues) inclòs a l'Inventari del Patrimoni Arquitectònic de Catalunya.

## Descripció
Casa pairal situada damunt d'un porxo; està estructurada en planta baixa, primer pis i golfes. La façana principal és la que mira a la plaça i ocupa l'amplada de tres arcades semicirculars, damunt els quals hi ha els balcons, tres a cada planta.
La façana lateral té un balcó per planta i finestres. Són interessants els balcons de la planta baixa, per l'ornamentació que tenen a base de fines motllures que ressegueixen el perfil del forat. Aquestes motllures són més amples a les parts altes i baixa del balcó, creant una mena de caixa on s'hi allotgen elements decoratius, recargolats a la part superior i cares grotesques de mitja lluna, a la inferior. Una àmplia cornisa limita la casa per la seva façana noble.

## Història
És l'antiga casa Ricart. A començaments de segle, tan sols hi havia un balcó amb barana a l'obertura central de la planta pis, i la resta no tenien barana.